# Chang Zheng 9
Chang Zheng 9 (长征九号运载火箭; Chángzhēng jiǔháo yùnzàihuǒjiàn) eller CZ-9 eller Long March 9 är en kinesisk rymdraket i Chang Zheng serien under utveckling för framtida uppskjutningar av mycket tung nyttolast.
Chang Zheng 9 är en viktig del i Kinas satsning på bemannade resor till månen (som förväntas ske innan 2036.) Raketen kommer även att användas för framtida resor till mars. Chang Zheng 9 utvecklas på  Kinas forskningsinstitut för raketteknologi (CALT).
Raketen kommer att vara över 100 m hög med en diameter mellan 8 och 10 m. Startvikten förväntas vara 3 000 ton med en nyttolast till Låg omloppsbana (LEO) på  ungefär 130 ton.
Utveckling pågår av två nya motorer; En som drivs av flytande syre/flytande väte och en som drivs av flytande syre/fotogen. Det förekommer olika uppgifter om lyftkrafter och motorkombinationer.
Jungfrufärden är planerad till 2030 och kommer att skjutas upp från Wenchangs satellituppskjutningscenter.